# 1667
1667. је била проста година.

## Догађаји

### Фебруар
- 9. фебруар — Склапањем Андрусовског примирја завршен је тринаестогодишњи рат Русије и Пољско-литванске заједнице.

### Април
- 6. април — Дубровник је погодио земљотрес у којем је погинуло више хиљада грађана.

### Јун
- 12. јун — Жан Батист Дени, лекар Луја XIV, извео је прву успешну трансфузију крви петнаестогодишњем дечаку користећи крв овце.
- 14. јун — Окончана је битка на Медвеју у којој је низоземска флота нанела Краљевској морнарици најтежи пораз у њеној историји.

## Рођења

### Мај
- 30. новембар — Џонатан Свифт, ирски књижевник